# Чупан-ата
Чупан-ата (узб. Cho‘ponota/Чўпонота) — возвышенность на северо-восточной окраине Самарканда (Республика Узбекистан) с мазаром XV века на вершине. Наивысшая точка города. В средние века была известна под названием Кухак. У её подножия некогда находились сады Баги-Майдан и Багча, двухэтажный загородный дворец Чил-Сутун и обсерватория Улугбека. Чупан-ата также знаменита тем, что на её склонах 1 мая 1868 года русские войска под командованием генерала К. П. Кауфмана разгромили армию бухарского эмира Музаффара, в результате чего Самарканд был присоединён к Российской империи.

## Описание
Возвышенность Чупан-ата расположена на северо-восточной окраине Самарканда недалеко от реки Зеравшан. Она занимает площадь около 800 гектаров и имеет высоту 826 м над уровнем моря. Вершина Чупан-аты возвышается над Самаркандом на 100 метров, благодаря чему с неё открывается прекрасный вид на город.
Чупан-ата для жителей Самарканда является легендарным и культовым местом. Согласно мифу более чем за тысячу лет до рождения пророка Мухаммеда местность к северо-востоку от города представляла собой равнину. Жестокий иноземный завоеватель подступил к городу, намереваясь истребить его жителей. Самаркандцы, бывшие в то время ещё язычниками, обратились с мольбами о защите к своим богам, но те остались глухи к их просьбам. Тогда горожане разбили всех идолов, и стали просить помощи у Аллаха. «Бог земли и неба, запада и востока» внял их молитвам и в ночь перед штурмом истребил войско захватчиков, обрушив на него огромный камень, перенесённый с гор Сирии. Утром избавленные от врага жители Самарканда пошли посмотреть на появившуюся из ниоткуда гору и обнаружили на ней спящего пастуха. Старца, прозванного в народе Чупан-ата (Пастух-отец), стали почитать как спасителя города и покровителя скотоводов. Примечательно, что легенда имеет под собой некоторые основания. Так, сланец и красная глина, из которых образована возвышенность, не характерны для этой местности. Во время археологических работ на склонах высоты неоднократно находили различные воинские принадлежности — латы, шлемы, кольчуги, пики, наконечники стрел и тому подобное. Чупанатинская глина с XII века широко использовалась жителями Самарканда для производства жаростойкой посуды. Изделия из неё заметно отличаются от прочей керамики самаркандских ремесленников. Плитняк из чупанатинского сланца применялся в строительстве. Из него в частности выполнены фундаменты сооружений конца XIV — начала XV веков у мавзолея Гур-Эмир.
Освоение подножия высоты началось ещё во времена эмира Тимура, который разбил здесь сад Баги-Майдан. В правление его внука Улугбека в саду был построен двухэтажный загородный дворец Чил-Сутун, а по соседству обустроен ещё один садово-парковый комплекс — Багча, посреди которого правитель Самарканда возвёл фарфоровый павильон Чинни-хана, материалы для строительства которого были специально завезены из Китая. Основатель империи Великих моголов Захир ад-дин Мухаммад Бабур, неоднократно бывавший в Самарканде, так описывал эту местность:

У подножья холма Кухак, на западной стороне, [Улугбек мирза] разбил сад, известный под названием Баг-и Майдан. Посреди этого сада он воздвиг высокое здание, называемое Чил-Сутун, в два яруса. Все его колонны — каменные. По четырём углам этого здания пристроили четыре башенки в виде минаретов; лестницы, ведущие наверх, находятся в этих четырёх башнях. В других местах там всюду [стоят] каменные колонны; некоторые из них витые, многогранные. В верхнем ярусе со всех сторон айван [тоже] на каменных столбах, а посреди айвана беседка о четырёх дверях; приподнятый пол этого здания весь выстлан камнем. Возле этой постройки, у подножья холма Кухак, Улугбек мирза разбил еще один садик. Там он построил большой айван, на айване поставили огромный каменный престол. Длина его примерно четырнадцать-пятнадцать кари, ширина — семь-восемь кари, высота — один кари. Такой огромный камень привезли из очень отдалённых мест. Посредине его — трещина; говорят, что эта трещина появилась уже на месте после того, как камень привезли. В этом садике тоже есть беседка, вся нижняя часть стен в ней из фарфора, её называют Чинни-Хана— Захируддин Бабур. Бабур-наме. Стр. 61
В 1424—1428 годах Улугбек построил здесь же одну из самых больших по тем временам обсерваторий на Востоке.
Постройки Улугбека у подножия холма Кухак не сохранились. В результате археологических работ, проведённых В. Л. Вяткиным в 1908 году и В. А. Шишкиным в 1948 году, удалось обнаружить только фундамент обсерватории и фрагмент огромного измерительного прибора — секстанта. Зато до наших дней хорошо сохранился мазар Чупан-ата, построенный на вершине возвышенности между 1430 и 1440 годами. Первоначальное назначение этого строения Улугбека неясно. В связи с тем, что на мазаре не было обнаружено следов древнего захоронения, некоторые учёные полагают, что это здание могло служить заставой или маяком. Культ Чупан-ата с этим местом связали уже в более поздние времена пастухи, которые пасли скот на склонах возвышенности. Мавзолей Чупан-ата — это квадратное сооружение с крестовидным в плане залом. Сбоку к нему пристроены ещё два небольших подсобных помещения. Над основным объёмом возвышаются четыре арки, на парусах которых лежит двойной купол с непропорционально высоким цилиндрическим барабаном. Мавзолей был декорирован мозаикой из глазурованных кирпичиков, которая с течением времени полностью осыпалась. Мазар некогда был обнесён забором из саманного кирпича, фрагменты которого видны до сих пор. В 2011 году в мавзолее Чупан-ата были начаты реставрационные работы. В настоящее время восстановлен эпиграфический орнамент барабана купола, а сам купол покрыт бирюзовыми плитками. Доступ к мавзолею несколько затруднён, так как он находится на территории Самаркандского радиотелевизионного передающего центра, но со временем местные власти планируют включить его в перечень туристических объектов.

## Комментарии
1. ↑  1 кари равен 70 сантиметрам